# Colgate
Colgate (inglese: /ˈkoʊɫɡeɪt/) è un marchio statunitense di una linea di prodotti per l'igiene orale (dentifrici, spazzolini da denti, collutori), realizzati e distribuiti dalla Colgate-Palmolive in tutto il mondo. Furono venduti per la prima volta dall'azienda nel 1873, sedici anni dopo la morte del fondatore, William Colgate. Originariamente l'azienda vendeva sapone.

## Storia
Il dentifricio Colgate veniva venduto in barattoli di vetro dal 1873. I tubetti, introdotti da Kalodont, Johnson & Johnson (Zonweiss) e Sheffield, furono introdotti nel 1896. Colgate Ribbon Dental Cream è stato il primo dentifricio ad essere commercializzato nei tradizionali tubetti spremibili Colgate divenne popolare negli anni '50, con lo slogan "Pulisce il tuo respiro mentre ti pulisce i denti", scritto dalla copywriter Alicia Tobin.
Nel 2015 i prodotti per l'igiene orale (principalmente con il marchio Colgate) rappresentavano la principale fonte di reddito dell'azienda Colgate-Palmolive, circa 7,5 miliardi di dollari, ovvero il 47% delle vendite nette a livello globale (con prodotti per la cura personale come shampoo che costituiscono 20%, prodotti per la cura della casa come detersivi per bucato 19% e alimenti per animali domestici restante 14%). Inoltre controllava circa il 70% del mercato dell'igiene orale in Brasile. Secondo un rapporto del 2015 della società di ricerche di mercato Kantar Worldpanel, Colgate era l’unico marchio al mondo acquistato da più della metà delle famiglie. Colgate aveva una penetrazione del mercato globale del 67,7% e una quota di mercato globale del 45%. Nonostante ciò, ha mantenuto il tasso di crescita più elevato tra tutti i marchi esaminati nel sondaggio, con 40 milioni di nuove famiglie che hanno acquistato prodotti a marchio Colgate nel 2014.
Nel 2018 Colgate ha concesso in licenza la tecnologia Kolibree alla Baracoda Daily Healthtech con sede a Parigi, lanciando lo spazzolino Colgate Smart Electric. Sono offerti anche spazzolini da denti per bambini e adulti sotto il marchio Hum. Nel gennaio 2020 Colgate ha registrato presso il governo degli Stati Uniti l’etichetta del dentifricio contenente olio di semi di canapa. Nel febbraio 2020 la società madre di Colgate ha annunciato un accordo per l'acquisto di Hello Products, una società del New Jersey che all'inizio del mese aveva introdotto dentifrici, collutori e balsami per labbra contenenti cannabidiolo (CBD).

## Produzione
La Colgate produce una vasta gamma di dentifrici, spazzolini da denti e collutori. In Europa i dentifrici vengono prodotti in Italia, Spagna, Germania e Polonia; inoltre per l'America in Messico, Colombia e Brasile; in Asia la produzione avviene nelle Filippine e in Sudafrica per il mercato africano. Gli spazzolini da denti sono realizzati in Cina e Svizzera, ed è proprio in Svizzera che è prodotto anche il collutorio, sotto il marchio Colgate Plax.